# ایمری
اِیمـِری (انگلیسی: Amerie؛ زادهٔ ۱۲ ژانویهٔ ۱۹۸۰) یک خواننده، تهیه‌کننده موسیقی و هنرپیشه اهل ایالات متحده آمریکا است. وی از سال ۲۰۰۱ میلادی تاکنون مشغول فعالیت بوده‌است.

## گزیدهٔ آثار

### هنرپیشه
- هدف انسانی (۲۰۱۰)

### خواننده یا ترانه‌سرا
- اتومبیل دزدی بزرگ ۵ (۲۰۱۳)
- یک جایی (۲۰۱۰)
- دارودسته (۲۰۰۵)
- هیچ (۲۰۰۵)
- هانی (۲۰۰۳)
- زاده برای مرگ (۲۰۰۳)
- خدمتکاری در منهتن (۲۰۰۲)
- مانند مایک (۲۰۰۲)